# Leonor Freitas
Leonor Freitas ComMA (Palmela, 1952), é proprietária da empresa Casa Ermelinda Freitas. Desde que iniciou a sua gestão, no final da década de 90, os vinhos Casa Ermelinda Freitas foram distinguidos com vários troféus do sector vitivinícola em Portugal. 

## Percurso
Estudou no Instituto Superior de Serviço Social que na altura ficava no largo do Mitelo, onde fez a licenciatura em Serviço Social. Terminada a universidade foi trabalhar para o Ministério da Saúde em Setúbal durante mais de 20 anos, na área da prevenção do alcoolismo, toxicodependência e educação para a saúde. 
No final da década de 90, a morte do pai levou-a a abandonar o emprego no estado e a assumir a liderança da empresa vinícola da família fundada que a sua avó Leonilde Assunção fundou em Fernão Pó no concelho de Palmela em 1920. 
Uma das suas primeiras decisões foi adquirir mais terras de maneira a dar resposta às necessidades do mercado e neste momento a herdade ocupar uma área de 550 hectares e produz milhares de litros de vinho. 
Apostou no mercado de exportação e na criação de marcas, como o Terras do Pó que foi o primeiro vinho engarrafado e produzido pela Casa Ermelinda. 
Para fazer face às necessidades do mercado  adquiriu mais terras e neste momento a herdade ocupa uma área de 550 hectares e produz milhares de litros de vinho. 

## Reconhecimentos e Prémios
Em 2009, recebeu a comenda da Ordem do Mérito Agrícola do Estado Português que lhe foi entregue pelo então Presidente da República Portuguesa Cavaco Silva.
Foi capa da revista Forbes em 2017. 
Venceu a primeira edição do Prémio Mulher Empresária atribuído pelo BPI em 2018. 
Leonor encontra-se entre as mulheres que dão o seu testemunho no documentário Histórias das Mulheres do Meu País da realizadora Raquel Freire. 
Em 2020 é galardoada com o Prémio ACTIVA Mulheres Inspiradoras, na categoria Negócios.
Em 2025 foi distinguida com o Prémio As Mulheres Mais Influentes de Portugal, 2024.